# アルラン (ピュイ＝ド＝ドーム県)
アルラン （Arlanc）は、フランス、オーヴェルニュ＝ローヌ＝アルプ地域圏、ピュイ＝ド＝ドーム県のコミューン。

## 地理
コミューンは県南東部にある。リヴラドワ＝フォルズ地域圏自然公園内にある。ロワール川の支流ドロール川とドール川が流れる。
県道906号線（ル・ピュイ＝アン＝ヴレ-ティエール-ヴィシーをつなぐ軸）が通っており、ラ・シェーズ＝デューの北13km、アンベールの南16kmにある。

## 人口統計
| 1962年 | 1968年 | 1975年 | 1982年 | 1990年 | 1999年 | 2006年 | 2012年 |
| ------ | ------ | ------ | ------ | ------ | ------ | ------ | ------ |
| 2396   | 2348   | 2393   | 2280   | 2085   | 2019   | 1870   | 1924   |

source=1999年までLdh/EHESS/Cassini、2004年以降INSEE